# Frankenstein (Pfalz)
Frankenstein ist eine Ortsgemeinde im Landkreis Kaiserslautern in Rheinland-Pfalz. Sie gehört seit dem 1. Juli 2014 der Verbandsgemeinde Enkenbach-Alsenborn an.

## Geographie

### Geographische Lage
Frankenstein liegt in der Pfalz inmitten des Pfälzerwaldes im Städtedreieck von Kaiserslautern, Neustadt an der Weinstraße und Bad Dürkheim. Sie befindet sich unmittelbar am Übergang vom Mittleren in den Unteren Pfälzerwald. Der Norden der Gemarkung ist Bestandteil des Diemersteiner Waldes. Die Gemeinde bildet den östlichen Abschluss des Landkreises Kaiserslautern. Ihre Gemarkung ragt wie ein Keil in den benachbarten Landkreis Bad Dürkheim hinein. Nachbargemeinden sind im Uhrzeigersinn Bad Dürkheim, Weidenthal (beide Landkreis Bad Dürkheim), Waldleiningen, Hochspeyer und Fischbach (bei Kaiserslautern) (alle Landkreis Kaiserslautern).

### Gemeindegliederung
Zur Ortsgemeinde Frankenstein gehören der Ortsteil Diemerstein sowie die Wohnplätze Alte Straße, Bordmühle am Leinbach, Bordmühle an der Kehr,  Galgental, Klaftertalerhof und Rußhütte.

### Erhebungen
Markante Erhebungen auf Gemeindegemarkung sind der in Siedlungsnähe befindliche 424,3 Meter hohe Schloßberg der Burg Frankenstein und der 424 Meter hohe Schloßberg der Burg Diemerstein im Nordwesten des Gemeindegebiets. Im äußersten Süden an der Grenze zu Waldleiningen und Weidenthal liegt  die 439 Meter messende Hohe Loog und im Westen an der Grenze zu Hochspeyer der rund 422 Meter messende Hohe Kopf.

### Gewässer

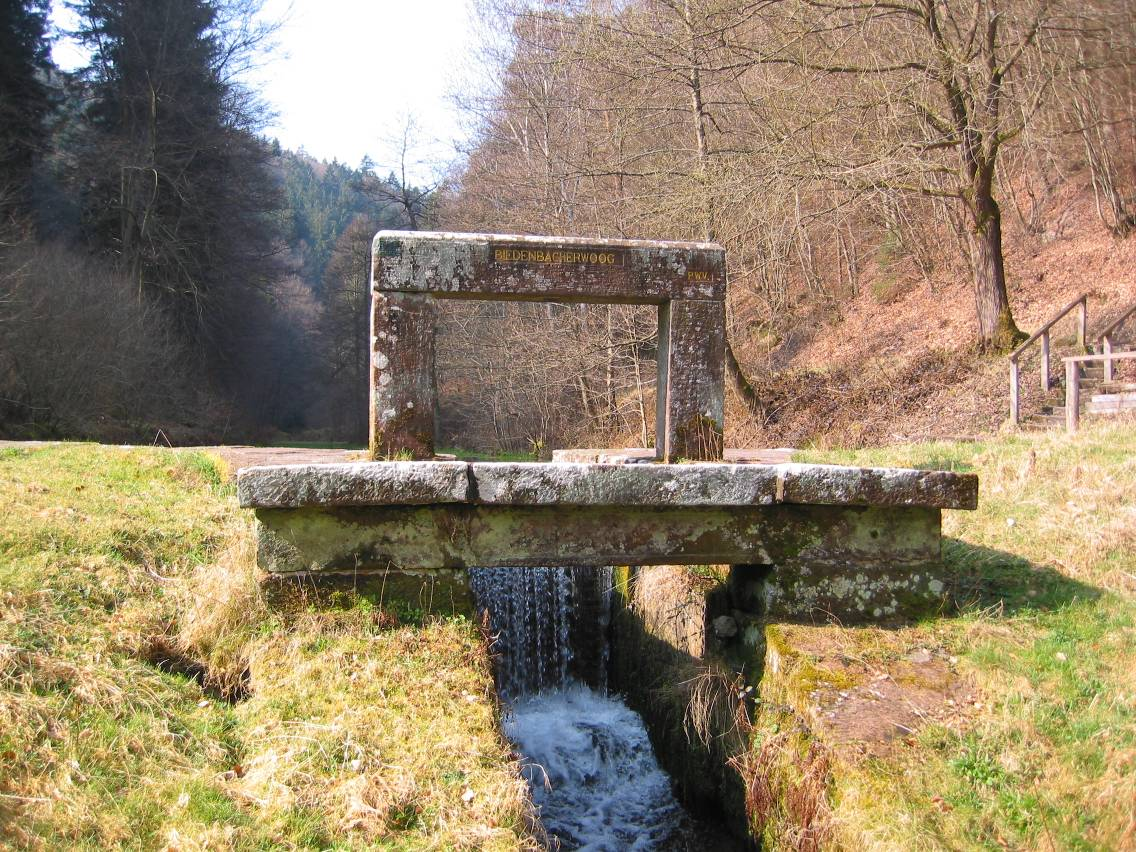
Biedenbacher Woog

Zentrales Fließgewässer ist der zunächst in West-Ost-Richtung verlaufende Hochspeyerbach, der mitten im Siedlungsgebiet von Frankenstein die Fließrichtung nach Nord-Süd ändert. Im Westen an der Grenze zu Hochspeyer durchfloss er im 19. Jahrhundert den inzwischen nicht mehr existierenden Franzosenwoog. Kurz vor Erreichen der Bebauung nimmt der Bach von links den Glasbach auf, der in seinem Oberlauf die Gemarkungsgrenze zu Bad Dürkheim bildet und weiter östlich den Erlenbach.
Im Süden des Gemeindegebiets mündet von rechts der Leinbach in den Hochspeyerbach. Auf Frankensteiner Gemarkung nimmt ersterer zunächst von links den Finsterbach auf, durchfließt anschließend den Biedenbacher Woog, ehe er von rechts den Bittenbach aufnimmt und kurz vor der Mündung den Mühlwoog passiert.

## Geschichte
Die erste urkundliche Erwähnung des Ortes stammt von 1146. In der Urkunde wird ein „Helenger von Frankenstein“ bezüglich der Gründung des Klosters Ramsen erwähnt.
Bis zum Ende des 18. Jahrhunderts bildete Frankenstein ein Kondominium, da es gemeinschaftlich zur Kurpfalz und den Grafen von Leiningen gehörte. Im Anschluss bildete es mit dem benachbarten Diemerstein eine Gemeinde.

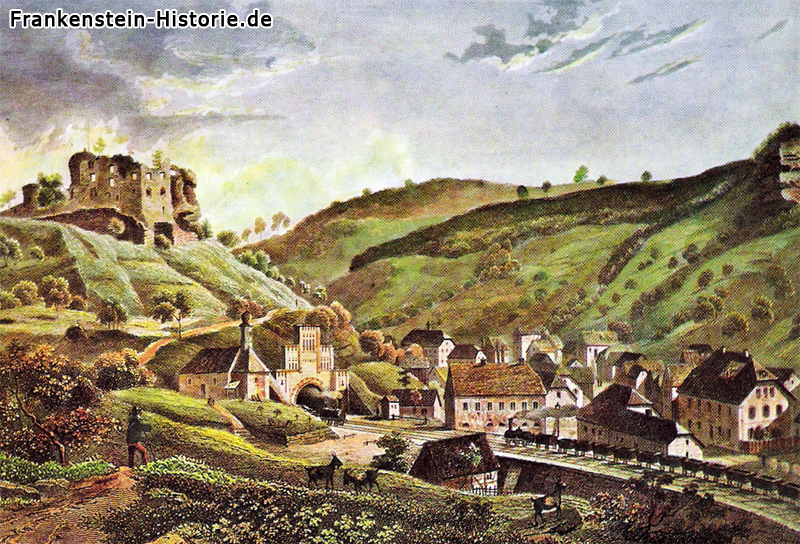
Ansicht von Frankenstein auf einer Postkarte aus dem 19. Jahrhundert

Von 1798 bis 1814, als die Pfalz ein Teil der Französischen Republik (bis 1804) und anschließend ein Teil des Napoleonischen Kaiserreichs war, war Frankenstein und Diemerstein in den Kanton Kaiserslautern eingegliedert und unterstand der Mairie Hochspeier. 1815 wurde der Ort Österreich zugeschlagen. Bereits ein Jahr später wechselte der Ort wie die gesamte Pfalz in das Königreich Bayern. Von 1818 bis 1862 gehörte die Gemeinde dem Landkommissariat Kaiserslautern an; aus diesem ging das Bezirksamt Kaiserslautern  hervor.
Seit 1939 ist Frankenstein ein Teil des Landkreises Kaiserslautern. Nach dem Zweiten Weltkrieg wurde der Ort innerhalb der französischen Besatzungszone ein Teil des damals neu gebildeten Landes Rheinland-Pfalz. Im Zuge der ersten rheinland-pfälzischen Verwaltungsreform wurde die Gemeinde 1972 der neu gebildeten Verbandsgemeinde Hochspeyer zugeschlagen. Seit 2014 ist Frankenstein Bestandteil der Verbandsgemeinde Enkenbach-Alsenborn.

## Einwohner

### Einwohnerentwicklung
| Jahr          | 1618 | 1648 | 1787 | 1800 | 1815 | 1823 | 1855 | 1900 | 1905 | 1946 | 1950 | 1956 | 1961 | 1969 | 1980 | 1990 | 1996 | 2004 | 2017  |
| Einwohnerzahl | 75   | 45   | 355  | 414  | 352  | 607  | 710  | 818  | 858  | 968  | 1147 | 1302 | 1332 | 1469 | 1213 | 1078 | 977  | 1083 | 959   |
| Quelle        | (1)  | (1)  |      |      |      |      |      |      |      |      |      |      |      |      |      |      |      |      | [ 4 ] |

### Religion

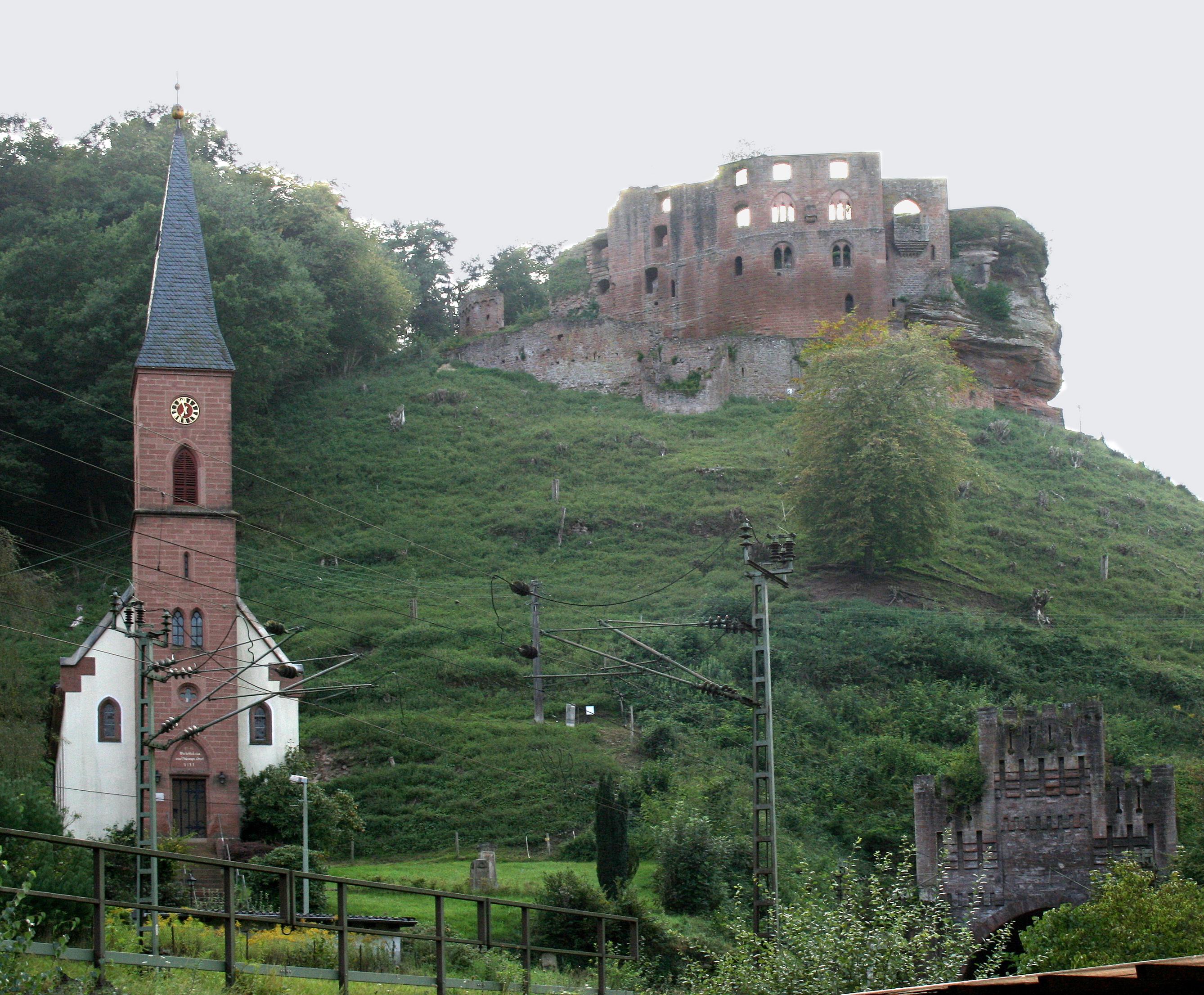
Protestantische Kirche

Frankenstein ist Teil der katholischen Pfarrei Hl. Johannes XXIII. mit Sitz in Lambrecht im Dekanat Bad Dürkheim des Bistums Speyer. Die örtliche katholische Kirche Heiligste Dreifaltigkeit, ist die umgebaute, ehemalige Synagoge des Dorfes. Die israelitische Kultusgemeinde der Pfalz schenkte sie 1933 der Kirche, mit der Auflage, sie als religiösen Raum zu nutzen, da sich ihre Frankensteiner Gemeinde aufgelöst hatte. Sie wurde 1935 innen durch den Künstler Paul Thalheimer ausgemalt, einem überzeugten Gegner des Nationalsozialismus, der 1938 in der Ludwigskirche Bad Dürkheim, Adolf Hitler als Verbrecher am Kreuz darstellte. 1936 stiftete er den ebenfalls von ihm geschaffenen Kreuzweg des Gotteshauses.
Die evangelischen Christen gehören zur Protestantischen Landeskirche Pfalz. Frankenstein bildet zusammen mit Weidenthal und Neidenfels eine protestantische Kirchengemeinde.
Die ortsansässigen Juden bestatteten ihre Toten in Mehlingen.

## Politik

### Gemeinderat
Der Gemeinderat in Frankenstein besteht aus zwölf Ratsmitgliedern, die bei der Kommunalwahl am 9. Juni 2024 in einer personalisierten Verhältniswahl gewählt wurden, und dem ehrenamtlichen Ortsbürgermeister als Vorsitzendem.
CDU und AfD bildeten 2019 die Fraktionsgemeinschaft Fortschritt Frankenstein, was überregionales Aufsehen erregte. Die beiden Politiker waren miteinander verheiratet, die CDU-Politikerin wurde im Oktober aus ihrer Partei ausgeschlossen.
Die Sitzverteilung im Gemeinderat:
| Wahl | SPD | CDU | AfD | FWG * | WGS ** | Gesamt   |
| ---- | --- | --- | --- | ----- | ------ | -------- |
| 2024 | –   | –   | 2   | 9     | 1      | 12 Sitze |
| 2019 | –   | 1   | 1   | 10    | –      | 12 Sitze |
| 2014 | 4   | –   | –   | 8     | –      | 12 Sitze |
| 2009 | 5   | –   | –   | 11    | –      | 16 Sitze |
| 2004 | 5   | 1   | –   | 10    | –      | 16 Sitze |

### Ortsbürgermeister
Hans Jörg Nett (FWG) wurde am 8. Juli 2024 Ortsbürgermeister von Frankenstein. Bei der Direktwahl am 9. Juni 2024 war er als einziger Bewerber mit einem Stimmenanteil von 80,0 % für fünf Jahre gewählt worden.
Netts Vorgänger Eckhard Vogel (FWG) hatte das Amt seit 2009 inne und kandidierte bei der Wahl 2024 nicht erneut.

### Wappen
| Wappen von Frankenstein | Blasonierung: „In Blau eine aufsteigende eingebogene rote Spitze, darin auf grünem Dreiberg eine eintürmige silberne Zinnenburg, rechts ein goldener Balken, links zwei über eins gestellte silberne Rautensteine“ |
| Wappen von Frankenstein | |

## Kultur

### Kulturdenkmäler

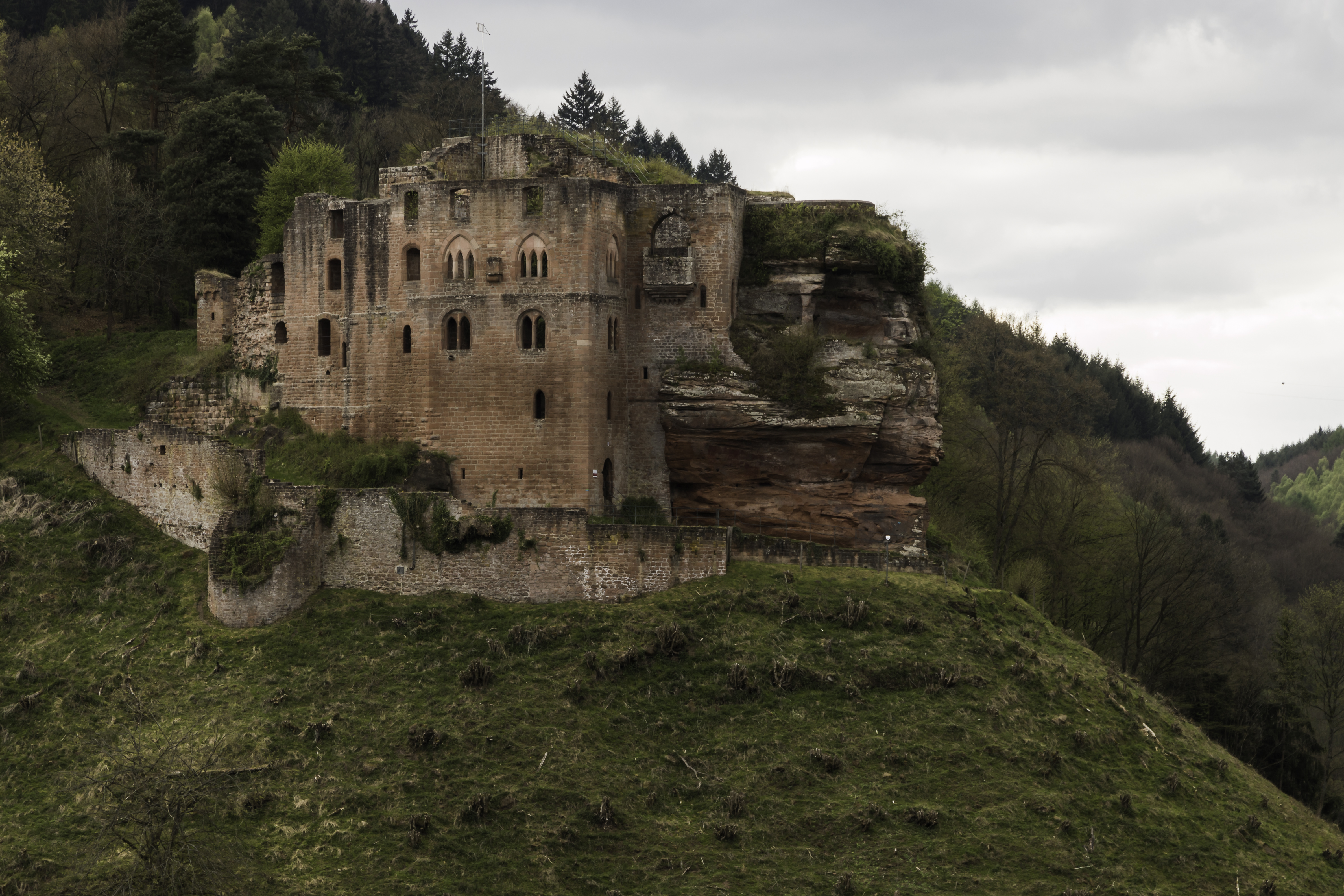
Blick auf die denkmalgeschützte Burg Frankenstein

Der alte Friedhof ist als Denkmalzone ausgewiesen.
Hinzu kommen zahlreiche Einzeldenkmäler, darunter die Burg Frankenstein, welche dem Ort den Namen gab. Sie wurde erstmals 1146 als Schutzburg des Klosters Limburg erwähnt. Eine weitere Burg im Ort ist die Burg Diemerstein im Ortsteil Diemerstein von 1216. Zudem existiert die Villa Denis.

### Natur
Die Ortsgemeinde liegt im Naturpark Pfälzerwald, der zum von der UNESCO geschützten Biosphärenreservat Pfälzerwald-Vosges du Nord gehört. Im Süden der Gemeindegemarkung steht der Monolith von Frankenstein. Zudem befinden sich vor Ort insgesamt elf Naturdenkmale, darunter der Kehrfelsen und die Woogfelsen.

### Sport
Das Sportgelände Köpfchen verfügt über einen Rasen- und einen Hartplatz für Fußball sowie verschiedene Leichtathletikanlagen.

### Rittersteine

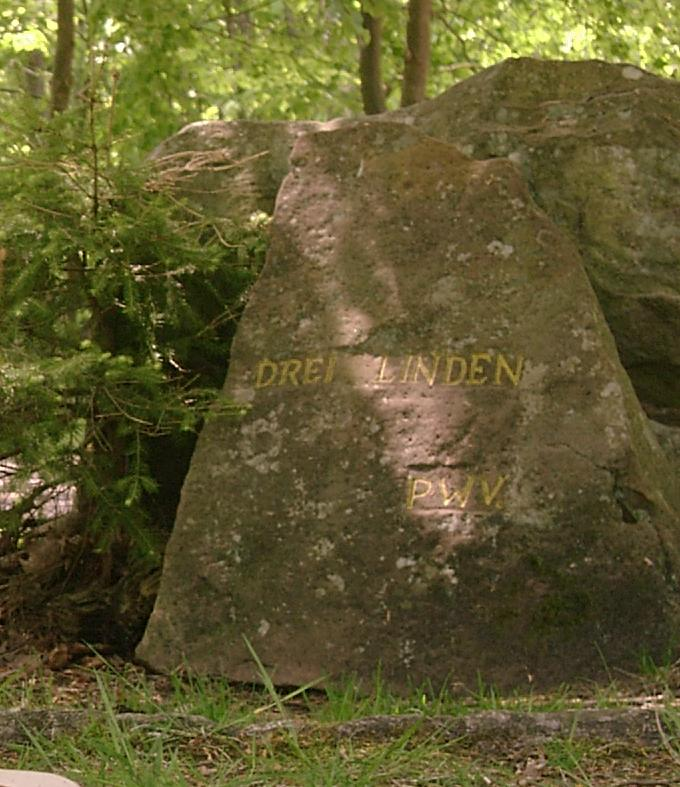
Ritterstein 159

Auf der Gemarkung von Frankenstein befinden sich insgesamt sechs Rittersteine. Derjenige mit der Nummer 154 trägt die Bezeichnung „Griesenfels“ und markiert die gleichnamige Felsformation. Nummer 155: Der Wasserstein befindet sich an einer Vertiefung, die an eine Schüssel erinnert. Nummer 156: Der Biedenbacherwoog bildet die Wahr am gleichnamigen Woog. Nummer 159: Drei Linden markiert den Standort von drei Linden; unmittelbar neben diesem steht der Ritterstein 160 mit der Beschriftung „Hochstraße“, der auf einen altertümlichen Verkehrsweg hinweist. Nummer 164: Der Rattenfels stellt eine Felsformation dar, deren Auswitterungen Ähnlichkeiten mit Höhlen von Ratten aufweisen. Nummer 165: Der Hungerbrunnen befindet sich an einer Quelle, die lediglich bei größeren Regenfällen Wasser empor bringt.

### Vereine
Frankenstein verfügt zusammen mit dem Nachbarort Weidenthal über eine Ortsgruppe des Pfälzerwald-Vereins, die 2006 mit der Eichendorff-Plakette ausgezeichnet wurde.

### Veranstaltungen
Eine bekannte Veranstaltung in Frankenstein ist die von der Gemeinde Frankenstein sowie der Kinder- und Jugendgruppe des NABU veranstaltete Winterverbrennung mit Sommertagspiel. Zudem finden vor Ort ein Ostermarkt und die sogenannte Kerwe statt. Zusammen mit Waldleiningen und Hochspeyer wird das Triftfest am Biedenbacher Woog im Leinbachtal veranstaltet.

## Wirtschaft und Infrastruktur

### Wirtschaft
Aufgrund der geographischen Gegebenheiten dominierte vor Ort jahrhundertelang die Forst- und Holzwirtschaft. Die örtlichen Waldgebiete gehören zum Staatsforst Otterberg.

### Verkehr

#### Schiene

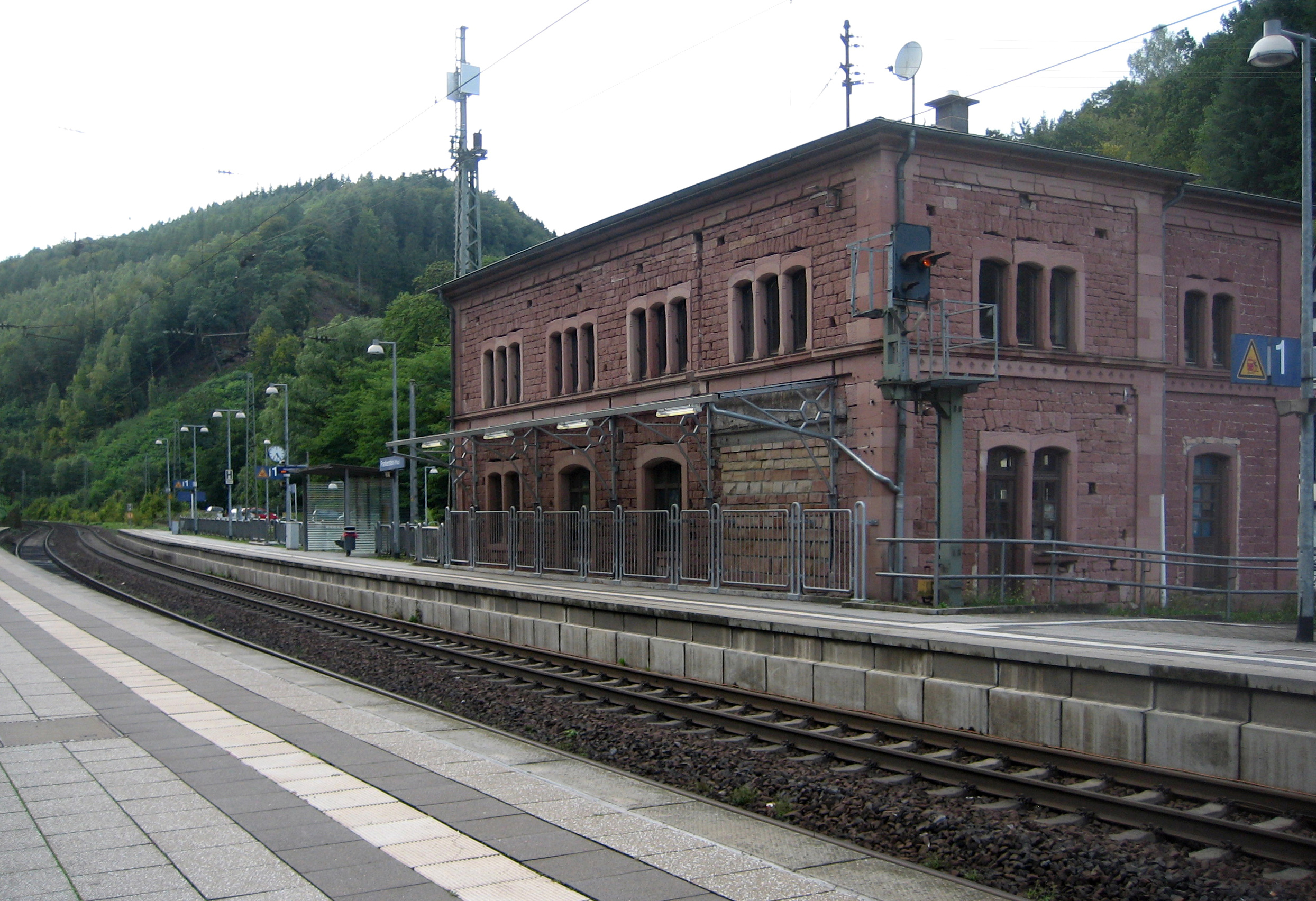
Bahnhof Frankenstein im Jahr 2015

Frankenstein liegt an der Bahnstrecke Mannheim–Saarbrücken, die aus der Pfälzischen Ludwigsbahn hervorging. Der am westlichen Siedlungsrand liegende Bahnhof wurde Ende 1848 eröffnet, als der seit Juli des Jahres in Betrieb befindliche Abschnitt Homburg – Kaiserslautern bis Frankenstein verlängert wurde. Ein Jahr später war die Bahnstrecke auf ihrer vollen Länge von Ludwigshafen bis zum Bexbach in Betrieb. Zwischenzeitlich wurde die Bahnstation als Haltepunkt zurückgebaut. Seit 2003 ist Frankenstein in das Netz der S-Bahn RheinNeckar integriert. Auf der Gemarkung von Frankenstein passiert die Strecke den Schlossberg-Tunnel, den Kehre-Tunnel sowie die Nordseite des Eisenkeil-Tunnels.

#### Straße
Die 1763 errichtete Posthalterei Ritter war einst als Poststation bedeutend, ehe sie 2012 wegen Einsturzgefahr abgerissen wurde.
Direkt durch den Ort verläuft die Bundesstraße 37, die von Kaiserslautern über Bad Dürkheim nach Ludwigshafen am Rhein führt. In der Ortsmitte beginnt die Bundesstraße 39, die in Mainhardt in Baden-Württemberg endet. Die nächste Autobahnanschlussstelle befindet sich bei Enkenbach-Alsenborn (17) an der Bundesautobahn 6 Saarbrücken – Waidhaus etwa neun Kilometer entfernt. Die Kreisstraße 46 bindet den Ortsteil Diemerstein an.

### Bildung
Frankenstein verfügt über einen evangelischen Kindergarten. Die Grundschule wurde nach dem Schuljahr 2017/2018 aufgrund zu geringer Schülerzahlen geschlossen.

### Tourismus

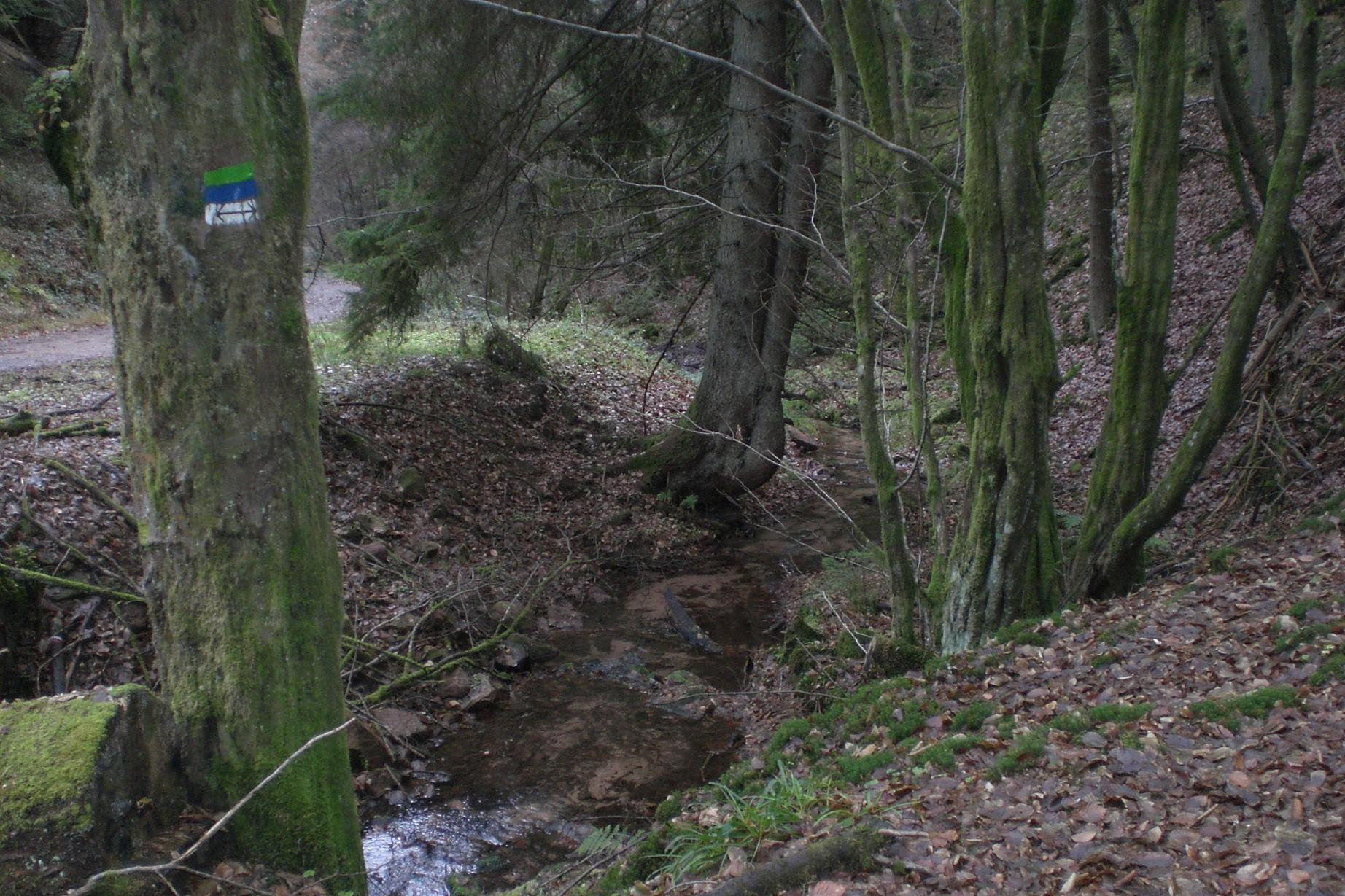
Markierung „Grün-Blauer Balken“„ im Glasbachtal“

Über Frankenstein führen mehrere Wanderwege. Darunter befindet sich einer, der mit einem grün-blauen Balken markiert ist und von Göllheim bis nach Eppenbrunn verläuft. Ein weiterer ist mit einem weiß-grünen Balken markiert und führt von Enkenbach-Alsenborn bis nach Maikammer; ein anderer mit einem grün-roten Balken verbindet den Ort mit Kaiserslautern sowie Kleinkarlbach. Ein weiterer mit einem gelben Balken verläuft von Glanbrücken bis nach Wachenheim an der Weinstraße. Ebenfalls durch Frankenstein führt der zu den Saar-Rhein Wanderwegen zählende Weg mit der Kennzeichnung Schwarzer Punkt auf weißem Balken, der von Saarbrücken bis nach Rülzheim führt.
Durch den Nordwesten der Gemarkung verläuft der mit einem weißen Kreuz markierte Fernwanderweg Nahegau-Wasgau-Vogesen und einer, der mit einem weiß-blauen Balken gekennzeichnet ist.

## Persönlichkeiten

### Ehrenbürger
- Willi Koppenhöfer, ernannt 1985, Ortsbürgermeister von 1960 bis 1992; dieses Amt habe er „mit viel Gemeinsinn, großer Sachkenntnis und nicht nachlassender Tatkraft zum Wohle der Bürger von Frankenstein ausgeübt“.
- August Hinkel, ernannt 1994 „für 40 jährige Tätigkeit in der Kommunalpolitik“.[12]
- Manfred Petry (* 1953), ernannt 2023, Politiker (FWG, FW), von 1992 bis 2009 Ortsbürgermeister, seit 2007 Landesvorsitzender des Landesverbandes Freier Wählergruppen Rheinland-Pfalz e. V. und von 2010 bis 2014 der Partei Freie Wähler Rheinland-Pfalz

### Söhne und Töchter der Gemeinde
- Carl Adolph Ritter (1794–1863), Politiker
- Ludwig Sebastian (1862–1943), Bischof im Bistum Speyer (1917–1943)
- Otto Kölsch (1883–1939), Fabrikdirektor der Heinrich Lanz AG, Mannheim
- Manfred Petry (* 1953), Politiker (FW, FWG)
- Andreas Kreis (1903–1972), Waldfacharbeiter, Träger des Bundesverdienstkreuzes, verliehen am 7. März 1968[13]

### Personen, die vor Ort gewirkt haben
- Brigitte Burkhardt (1920–2022), Goldschmiedin, lebte vor Ort
- Peter Eymann (1789–1855), Bürgermeister, Landtagsabgeordneter für den Bezirk Kaiserslautern-Kirchheimbolanden als Mitglied im bayerischen Landtag, Teilnehmer des Hambacher Festes 1832
- Wilhelm Michel (1877–1942), Schriftsteller, wuchs vor Ort auf
- Karl Albrecht von Ritter (1836–1917), Forstbeamter, Regierungsdirektor und Gründungsvorsitzender des Pfälzerwald-Vereines, arbeitete zeitweise als Forstgehilfe vor Ort